# Lorenzo Samaniego
Lorenzo Alberto Samaniego Román (Sicaya, 13 de diciembre de 1941-Chimbote, 31 de octubre de 2021) fue un arqueólogo peruano, que se destacó por sus trabajos de investigación y puesta en valor de los sitios arqueológicos de Sechín, Punkurí, y otros del departamento de Áncash.

## Biografía
Cursó sus estudios escolares en Lima. Ingresó a la Universidad Nacional Mayor de San Marcos, donde se graduó de bachiller y doctor en Arqueología, y se recibió de arqueólogo.
Se destacó por su trabajo de investigación en el sitio de Sechín, donde se inició como asistente del doctor Arturo Jiménez Borja (1969). En colaboración con Alberto Bueno Mendoza, identificó 183 monolitos, que se sumaron a los hallados por Julio C. Tello, y los dividió en cuatro grupos, de acuerdo a su representación iconográfica:
1. Objetos de guerra
2. Personajes completos
3. Personajes incompletos
4. Órganos y miembros mutilados
5. Vísceras
6. Huesos

Gracias a sus gestiones, logró el apoyo financiero que permitió convertir a Sechín en un atractivo turístico mundial.
También fue director de investigación, restauración y conservación del templo de Punkurí, por encargo de la Universidad Nacional del Santa para la puesta en valor de dicho sitio arqueológico (1998). Empezó por desenterrar la escultura del puma que había hecho famoso a Punkurí, parcialmente dañado por los pobladores de la zona por motivos supersticiosos.
Fue director del Museo Regional de Casma "Max Uhle", en Casma, desde donde impulsó la restauración de otros yacimientos de la región, como Sechín Alto, Las Haldas y Chankillo.
Fue también director de investigación y conservación de la zona arqueológica de Palamanco, y restaurador de la Huaca San Pedro, en Chimbote. También ha ejercido como subprefecto de la provincia de Casma y regidor de la Municipalidad Provincial de Casma.
Falleció el 31 de octubre del 2021, en la ciudad de Chimbote, víctima de un paro cardio respiratorio ocasionado por la fibrosis pulmonar que padecía.

## Publicaciones
Obras principales:
- 1984: Sechín y Chavín
- 1992: Moro: Historia y Turismo
- 1997: Sechín
- 1992: Arqueología de Cerro Sechín (obra multiautoral)
- 2006: Punkurí
- 2017: Sechín: Arte Mural